# Мачковець (Требнє)
Мачковець (словен. Mačkovec) — поселення в общині Требнє, регіон Південно-Східна Словенія, Словенія.